# Cosmosoma citrina
Cosmosoma citrina är en fjärilsart som beskrevs av Rothschild 1911. Cosmosoma citrina ingår i släktet Cosmosoma och familjen björnspinnare. Inga underarter finns listade i Catalogue of Life.